# Xã Pierce, Quận Stone, Missouri
Xã Pierce (tiếng Anh: Pierce Township) là một xã thuộc quận Stone, tiểu bang Missouri, Hoa Kỳ. Năm 2010, dân số của xã này là 1.954 người.